# Bopopia
Bopopia, novootkriveni rod gesnerijevki smješten u podtribus Negriinae, tribus Coronanthereae, dio potporodice Gesnerioideae. Jedina vrsta je B. parviflora, ednem s Nove Kaledonije

## Opis
Novi rod porodice Gesneriaceae, Bopopia Munzinger & J.R.Morel gen. nov., iz Nove Kaledonije, opisan je 2021. Rod se temelji na B. parviflora Munzinger & J.R.Morel gen. et sp. nov., nova vrsta prikupljena je tijekom ekspedicije na planini Katalupaik, u sjevernoj provinciji glavnog otoka Nove Kaledonije. Izvorno smatran vrstom Coronanthere, provedena filogenetska analiza – uključujući 19 vrsta unutar Coronanthereae i dvije jedinke B. parviflora gen. et sp. nov., te koristeći tri molekularna markera (nuklearna rDNA ITS, i regije kloroplasta trnL-trnF i trnE-trnT) – pokazalo da nova vrsta nije bliska s Coronanthera u podplemenu Coronantherinae, već pripada podplemenu Negriinae gdje je sestrinska Depanthus. Od toga roda Bopopia gen. nov. razlikuje se po floralnoj simetriji (zigomorfni nasuprot aktinomorfnom) i broju prašnika (4 nasuprot 5). Od ostalih rodova Negriinae novi se rod razlikuje po bijelom vjenčiću i njegovom neodređenom tirsu s 3 do 5 razina grananja. Morfološki opis podplemena Negriinae je izmijenjen kako bi uključio Bopopia gen. nov. Priložena su dva ključa, jedan za podplemena u plemenu Coronanthereae, a jedan za rodove u podplemenu Negriinae. Prema kategorijama i kriterijima Crvenog popisa IUCN-a, status očuvanosti B. parviflora gen. et sp. nov. je privremeno ocijenjen kao ugrožen (EN).